# Piątka z ulicy Barskiej (film)
Piątka z ulicy Barskiej – polski film obyczajowy z 1953 roku w reżyserii Aleksandra Forda, zrealizowany na podstawie powieści Kazimierza Koźniewskiego o tym samym tytule.
Zdjęcia do filmu powstały: w Głogowie (ruiny kościoła Bożego Ciała, ruiny Teatru Miejskiego przy ul. Rynek, ul. Balwierska), w Rudzie Pabianickiej (obecnie część Łodzi), we Włocławku oraz w Warszawie (ul. Próżna, plac Grzybowski, Mariensztat, gmach sądu przy Alei Solidarności, trasa W- Z i kanały pod trasą, plac Zamkowy, ul. Krakowskie Przedmieście).

## Opis filmu
Jest to rozgrywający się w zrujnowanej powojennej Warszawie roku 1947 dramat społeczny. Opowiada losy zdeprawowanych przez wojnę i niemogących przystosować się do życia w warunkach pokoju młodych ludzi, którzy wchodzą na drogę przestępczą. Stają przed sądem oskarżeni o kradzież. Ponieważ nie zjawił się świadek oskarżenia, Radziszewski, otrzymują dwa lata więzienia w zawieszeniu. Opiekę kuratora sprawuje nad nimi robotnik Wojciechowski. Reedukację utrudnia działalność przedstawicieli reakcyjnego podziemia, którzy żądają „unieszkodliwienia” owego świadka. Radziszewski, zwabiony przez chłopców do piwnicy, w czasie bójki wpada do wyrwy i ginie. Odtąd nad chłopcami ciąży to niechciane zabójstwo.
Dwaj chłopcy otrzymują dzięki kuratorowi pracę przy budowie Trasy W-Z. Jeden z nich, Kazek, zakochuje się w Hance, kreślarce. Podziemie planuje wysadzenie w powietrze Trasy W-Z. Ma w tym wziąć udział tytułowa „piątka”. Chłopcy odmawiają jednak posłuszeństwa. Milicja udaremnia zamach, ale Kazek zostaje ciężko ranny. Nie wiadomo, czy przeżyje i czy chłopcy staną przed sądem.

## Obsada
- Aleksandra Śląska (Hanka)
- Tadeusz Janczar (Kazek Spokorny)
- Andrzej Kozak (Jacek Siwicki)
- Tadeusz Łomnicki (Lutek Kozłowski)
- Marian Rułka (Zbyszek Mocarski)
- Włodzimierz Skoczylas (Franek Kruk)
- Mieczysław Stoor (Marek Kozioł)
- Kazimierz Opaliński (maszynista kolejki transportowej)
- Jerzy Szpunar (Zygmunt Radziszewski)
- Ewa Krasnodębska (Maria Radziszewska, siostra Zygmunta)
- Józef Pilarski (sędzia)
- Stanisław Łapiński (Kozłowski)
- Ludwik Benoit (murarz Wojciechowski, kurator)
- Jadwiga Chojnacka (ciotka Kazka Spokornego)
- Zofia Małynicz (Radziszewska, matka Zygmunta i Marii)
- Hanna Skarżanka (sędzina)
- Natalia Szymańska (matka Marka)
- Seweryn Butrym (inżynier na budowie trasy W-Z)
- August Kowalczyk (Zenon, szef szajki)
- Feliks Żukowski (redaktor)
- Bogdan Baer (świadek na procesie)
- Krzysztof Chamiec
- Mieczysław Czechowicz (murarz)
- Jerzy Dobrowolski (student)
- Tadeusz Kalinowski (robotnik)
- Józef Łodyński
- Alicja Raciszówna (dziewczyna na balu)
- Leopold René Nowak (chłopak)
- Bolesław Płotnicki (minister)
- Kazimierz Wichniarz (milicjant)

## Nagrody
- 1954 Aleksander Ford – nagroda jury na Międzynarodowym Festiwalu Filmowym w Cannes
- 1954 Międzynarodowy Festiwal Festiwal w Edynburgu
- 1955 Tadeusz Janczar – Nagroda Państwowa, wyróżnienie
- 1955 Tadeusz Łomnicki – Nagroda Państwowa, wyróżnienie